# Зигфрид I (граф Веймар-Орламюнде)
Зигфрид I фон Балленштедт (нем. Siegfried I. von Ballenstedt) (ок. 1075 — 9 марта 1113) — пфальцграф Рейнский с 1095 года, граф Орламюнде с 1100 года и Веймара с 1112 года из династии Асканиев.

## Биография
Сын графа Адальберта фон Балленштедт (ум. между 1078 и 1080) и Адельгейды фон Веймар-Орламюнде (ум. 1100), дочери Оттона I, маркграфа мейсенского.
После того, как их отца убил Эгено II фон Конрадсбург, Зигфрид и его брат Оттон Богатый унаследовали графство Балленштедт.
Их мать вышла замуж сначала за Германа II Лотарингского (ум. 1085), затем за пфальцграфа Генриха II фон Лаах (ум. 1095). После смерти второго отчима, который его усыновил, Зигфрид стал пфальцграфом Рейнским (окончательно — в 1099 году, когда другой претендент, Генрих I (граф Лимбурга), отказался от своих притязаний). После смерти матери унаследовал графство Орламюнде.
В 1112 году умер бездетный граф Ульрих II фон Веймар-Орламюнде. Зигфрид, как родственник по матери, предъявил свои права на графство Веймар. Это привело к конфликту с императором Генрихом V. Сторонники императора напали на Зигфрида и тяжело ранили его. Это случилось 21 февраля 1113 года. А вскоре, 9 марта, Зигфрид умер.
Воспользовавшись малолетством его сыновей, пфальцграфство Рейнское узурпировал Готфрид фон Кальв (до 1126 года).

## Семья и дети
Зигфрид был женат на Гертруде, дочери графа Генриха Нортгеймского. У них было трое детей:
- Зигфрид II (1107 — 19 марта 1124), граф Веймара и Орламюнде с 1113 года.
- Вильгельм (ок. 1112 — 13 февраля 1140), граф Веймара и Орламюнде с 1124 года, пфальцграф Рейнский с 1126/1129 года.
- Адела (умерла 10 августа около 1155); муж: Конрад I (умер около 1168), граф фон Пайльштайн.